# Biển lùi
Biển lùi hay còn gọi là biển thoái, là một tiến trình địa chất xảy ra khi mực nước biển hạ thấp làm lộ các phần của đáy biển. Ngược lại với sự kiện này là biển tiến xảy ra khi mực nước biển dâng lên làm ngập các vùng đất liền.
Dấu hiệu của biển lùi và biển tiến xuất hiện trong hầu hết các ghi nhận hóa thạch, và sự thay đổi này gây ra (hoặc góp thêm) một số sự tuyệt chủng lớn như sự kiện tuyệt chủng Permi-Trias (cách đây 250 triệu năm) và sự kiện tuyệt chủng kỷ Creta-Paleogen (cách đây 65 triệu năm). Vào thời gian xảy ra các sự kiện trên (sự kiện tuyệt chủng lớn nhất trong lịch sử Trái Đất, mực nước biển toàn cầu hạ thấp 250 mét (hơn 800 ft).
Trong suốt các thời kỳ băng hà thuộc thế Pleistocen, có mối quan hệ rõ ràng giữa các lần biển tiến và các giai đoạn băng hà; khi đó có sự thay đổi cân bằng giữa quyển băng và thủy quyển trên toàn cầu, càng có nhiều nước trên hành tinh tồn tại ở ở dạng băng thì càng có ít nước trong các đại dương. Vào đỉnh điểm của thời kỳ băng hà gần đây, cách đây khoảng 18.000 năm, mực nước biển toàn cầu hạ thấp từ 120 đến 130 mét (400 ft.) so với ngày nay. Một số đợt biển lùi chính trong quá khứ cho thấy không có mối quan hệ với các giai đoạn băng hà, ví dụ như biển lùi đi cùng với sự kiện tuyệt chủng cuối kỷ Creta.
Một đợt biển lùi lớn có thể làm cho các sinh vật trong vùng biển nông rơi vào nguy cơ tuyệt chủng; nhưng sự tuyệt chủng hàng loạt có khuynh hướng liên quan đến cả các loài trên cạn lẫn dưới nước, và khó có thể thấy được biển lùi có thể gây ra các vụ tuyệt chủng rộng lớn đối với các động vật trên đất liền như thế nào. Vì thế các đợt biển lùi được xem là có mối tương quan hoặc là các biểu hiện của các sự kiện tuyệt chủng lớn hơn là nguyên nhân trực tiếp gây ra nó. Biển lùi kỷ Permi có thể có liên quan tới sự hình thành Pangaea: sự sáp nhập của các đại lục lớn thành một thể thống nhất có thể dễ dàng gây ra biển lùi do "sự mở rộng một chút của các bồn đại dương khi các lục địa nối liền lại." Tuy nhiên, nguyên nhân này không thể áp dụng cho mọi, hay thậm chí là nhiều, trường hợp khác.
Việc tìm hiểu rõ ràng và cụ thể các đợt biển lùi lớn vẫn còn là một thách thức; theo một giả thuyết, biển lùi có thể có liên quan tới sự "tách giãn đáy đại dương bị chậm lại trong khi các sống núi giữa đại dương vẫn tiếp tục hình thành làm cho mực nước biển hạ thấp..." Theo quan điểm này, các đợt biển lùi chính là một khía cạnh của sự thay đổi bình thường về tốc độ của hoạt động kiến tạo mảng, dẫn đến các đợt phun trào núi lửa lớn trên toàn cầu như đá trap Siberi và đá trap Deccan, lần lượt gây ra các sự kiện tuyệt chủng lớn.